# Dănești (Gorj)
Pour les articles homonymes, voir Dănești.
Dănești est une commune roumaine située dans le județ de Gorj.